# یوره‌ای
یوره‌ای (ژاپنی: 幽霊 هپبورن: Yūrei) چهره‌هایی در فولکلور ژاپنی قابل قیاس با مفهوم غربی شبح هستند. این نام متشکل از دو کانجی است، (یو)، به معنای «کم‌نور» یا «تاریک» و (رئی)، به معنای «جان» یا «روح» است. نام‌های جایگزین عبارتند از بوره‌ای (亡霊)، به معنای ارواح ویران شده یا جدامانده، شیریو (死霊)، به معنای ارواح مرده، یا در معنای فراگیرتر یوکای (妖怪) یا اباکه (お化け). تصور می‌شود که آن‌ها مانند همتایان چینی، کره‌ای و غربی خود، ارواح محروم از آرامش در زندگی پس از مرگ هستند.

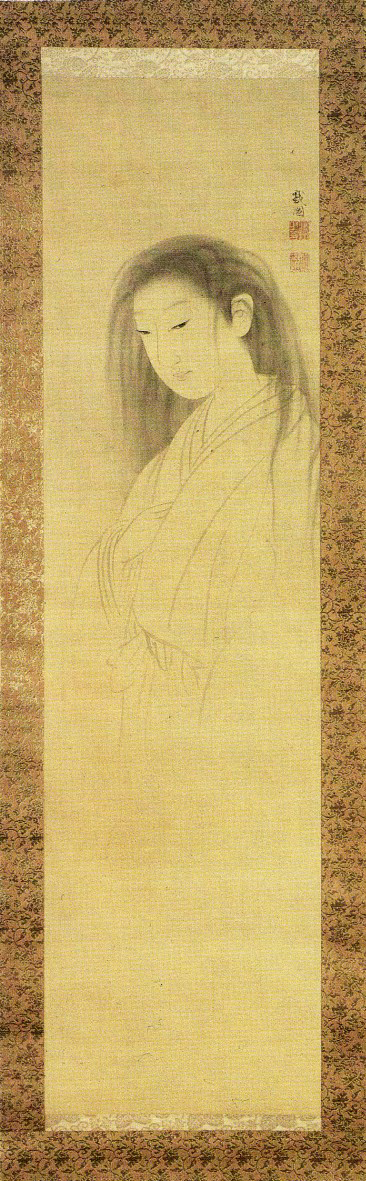
نقاشی روح اویوکی اثر مارویاما اوکیو

انواع مختلفی از یوره‌ای وجود دارد. در بیشتر موارد، چگونگی نحوهٔ ظاهر شدنشان به شرایط مرگ آن‌ها بستگی دارد. آن‌ها ویژگی و لباس‌هایی را که به هنگام کفن و دفن به تن داشتند را حفظ می‌کنند، این بدین معنی است که کیمونوهای سفید رنگ خاک سپاری یا یونیفرم جنگجویان کشته شده به تن دارند. گاهی اوقات زخم‌های خونینی دارند که نشان‌دهندهٔ نحوه مرگشان است. موهایشان معمولاً بلند و ژولیده است که اغلب صورتشان را می‌پوشاند و ظاهرشان را از آنچه که است ناراحت کننده‌تر می‌سازد. دست‌هایشان از مچ دست آویزان است. یوره‌ای‌ها رنگی شفاف دارند و به زحمت قابل مشاهده هستند. در بیشتر موارد تا حدی کم رنگ هستند که به نظر می‌رسد پا ندارند. یوره‌ای قادر به اجرای نفرین‌های قدرتمندی هستند. آن‌ها به اطراف پرسه می‌زنند، بلکه یک مکان یا شخص خاصی را شکار کنند. منظور از مکان، اغلب جایی است که در آنجا کشته یا دفن شده‌اند، و در مورد یک شخص، معمولاً قاتل آن‌ها یا معشوقشان است. آن‌ها تا زمانی که به آرامش برسند، در این دنیا گرفتار هستند.